# بورگس مریدیت
بورگس مریدیت (انگلیسی: Burgess Meredith؛ ۱۶ نوامبر ۱۹۰۷ – ۹ سپتامبر ۱۹۹۷) یک هنرپیشه، تهیه‌کننده، کارگردان و نویسنده اهل ایالات متحده آمریکا بود.او بیشتر به خاطر ایفای نقش پنگوئن در سریال بتمن 1966 و نقش میکی (مربی راکی بالبوآ) در مجموعه فیلم راکی معروف است.

## فیلمشناسی
- موش‌ها و آدم‌ها (۱۹۳۹)
- تام، دیک و هری (۱۹۴۱)
- سرگذشت سرباز جو (۱۹۴۵)
- خاطرات یک خدمتکار (۱۹۴۶)
- آلبرت شوایتزر (۱۹۵۷ راوی (صدا))
- کاردینال (۱۹۶۳)
- بتمن (۱۹۶۶)
- شتاب شبانگاهی (۱۹۶۷)
- آپولو ۸ (۱۹۶۹ راوی)
- هیندنبورگ (۱۹۷۵)
- راکی (۱۹۷۶)
- سنتینل (۱۹۷۷)
- راکی ۲ (۱۹۷۸)
- حقه‌بازی (۱۹۷۸)
- برخورد تایتان‌ها (۱۹۸۱)
- اعترافات واقعی (۱۹۸۱)
- راکی ۳ (۱۹۸۲)

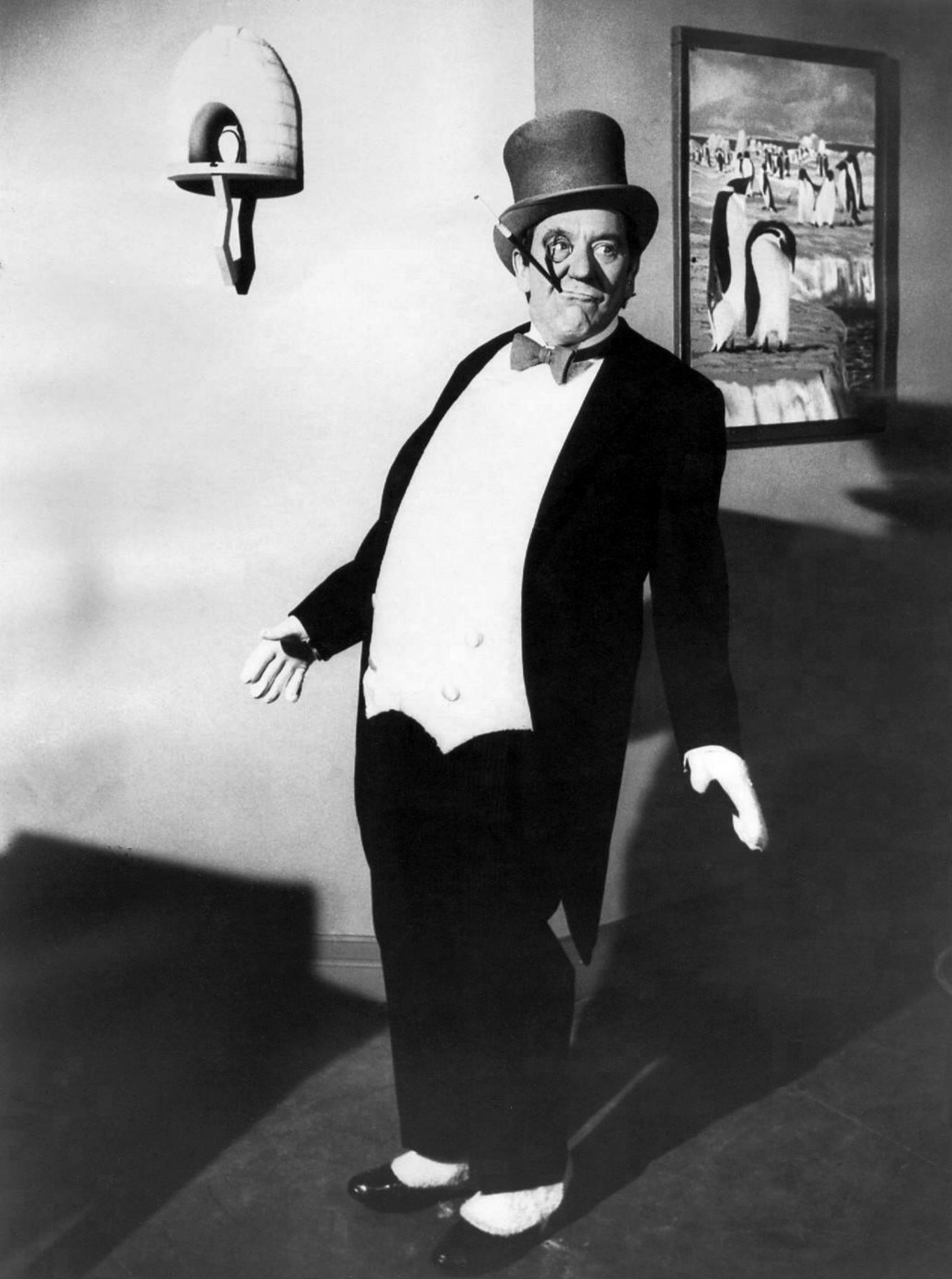
مریدیت در نقش پنگوئن در سریال بتمن

- راکی ۴ (۱۹۸۵) (archival footage) (در عنوان بندی نیامده)
- راکی ۵ (۱۹۹۰) (Flashback)
- کمپ ناکجاآباد (۱۹۹۴)
- قصه بلند (۱۹۹۵)
- راکی بالبوآ (۲۰۰۶) (archival footage) (در عنوان بندی نیامده)